# Scaptia subappendiculata
Scaptia subappendiculata är en tvåvingeart som först beskrevs av Macquart 1850.  Scaptia subappendiculata ingår i släktet Scaptia och familjen bromsar. Inga underarter finns listade i Catalogue of Life.